# Брахма-сампрадая
Бра́хма-сампрада́я (Brahma-sampradāya IAST) — одна з сампрадай в вайшнавізмі, що починається з Брахми. Термін найчастіше використовується для позначення філософської школи Мадхви двайти, але також застосовується для означення Чайтаньей Махапрабгу традиції гаудія-вайшнавізму. Сучасним продовжувачем цієїтрадиції є Міжнародне Товариство Свідомості Крішни та ряд інших вайшнавських рухів.
Послідовники Брахма-сампрадаї вірять в те, що ведійське знання спочатку було передано Брахмі під час створення Всесвіту і з тих пір передавалося по безперервному ланцюжку від гуру до учня.